# Arteria del conducto deferente
La arteria del conducto deferente es una arteria que se origina como rama de la arteria vesical inferior, y a veces de la vesical superior, rama de la arteria umbilical del adulto. Como su nombre sugiere, es una arteria que en el hombre proporciona sangre al conducto deferente.

## Trayecto
Según Anatomía de Gray, la arteria normalmente nace en el tronco anterior de la arteria vesical superior. Acompaña al conducto deferente hacia el testículo, donde se anastomosa con la arteria testicular. Durante su camino también proporciona sangre al testículo y al epidídimo. Una pequeña rama irriga a la uretra.

## Ramas
Presenta como ramas las arterias uretrales.

## Distribución
Se distribuye hacia la vesícula seminal, el conducto deferente y el epidídimo.